# Monument au comte Albert Goblet d'Alviella
Le monument au comte Goblet d'Alviella est un monument de style éclectique situé sur la place Communale de Court-Saint-Étienne, commune de la province belge du Brabant wallon.

## Historique
Le monument au comte Albert Goblet d'Alviella a été commandé à Georges Houtstont en 1910 par le comte Eugène Goblet d'Alviella (petit-fils du précédent) et réalisé par Houtstont en 1911.
Il intègre un buste en bronze réalisé en 1887 par le sculpteur Jef Lambeaux,. Ce buste est une copie d'un buste en marbre blanc figurant dans la salle de lecture du Parlement fédéral[réf. nécessaire].
Le monument honore la mémoire du comte Albert Goblet d'Alviella (1790-1873), homme politique libéral et militaire belge qui fut ministre de la Guerre en 1831 dans le premier gouvernement du régent Surlet de Chokier, ministre des Affaires Étrangères et lieutenant général.
Il a fait l'objet d'une restauration en 2010.

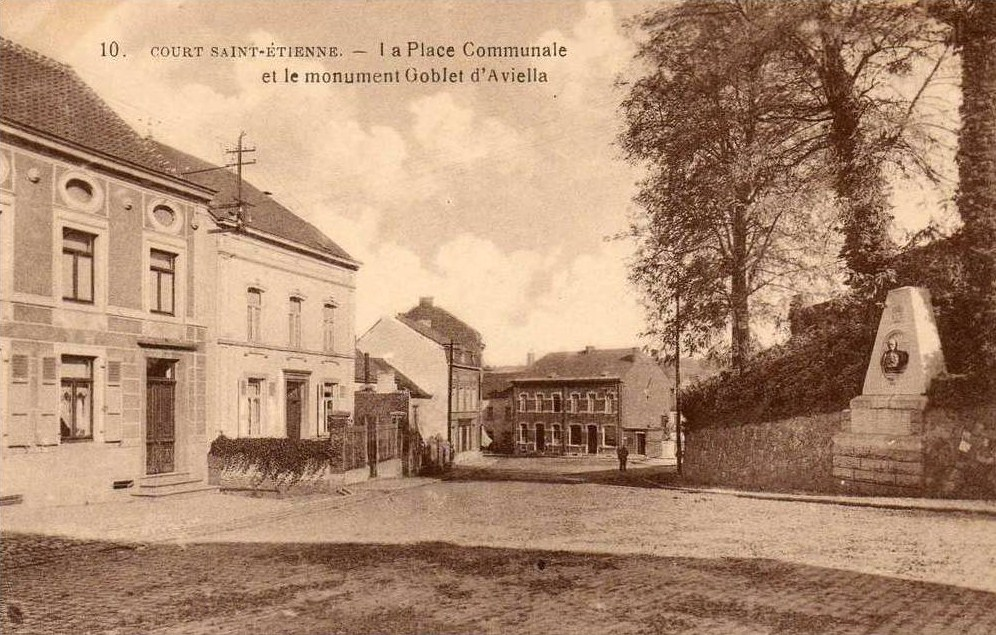
Photo ancienne du monument sur la place communale.

## Description
Le monument est une stèle commémorative en pierre bleue et en bronze d'environ 4m de haut.
Il est constitué d'un soubassement de quatre tas de blocs de pierre bleue à bossage, soulignés par des lignes de refend, sur lequel repose une plaque commémorative surmontée d'une pyramide tronquée.
La pyramide est ornée d'un blason et est percée d'une niche ovale qui abrite le buste en bronze du comte Albert Goblet d'Alviella, en tenue militaire, bardé de décorations.
Le monument se dresse à une cinquantaine de mètres du monument aux Morts de Court-Saint-Étienne, érigé lui aussi sur la place Communale.

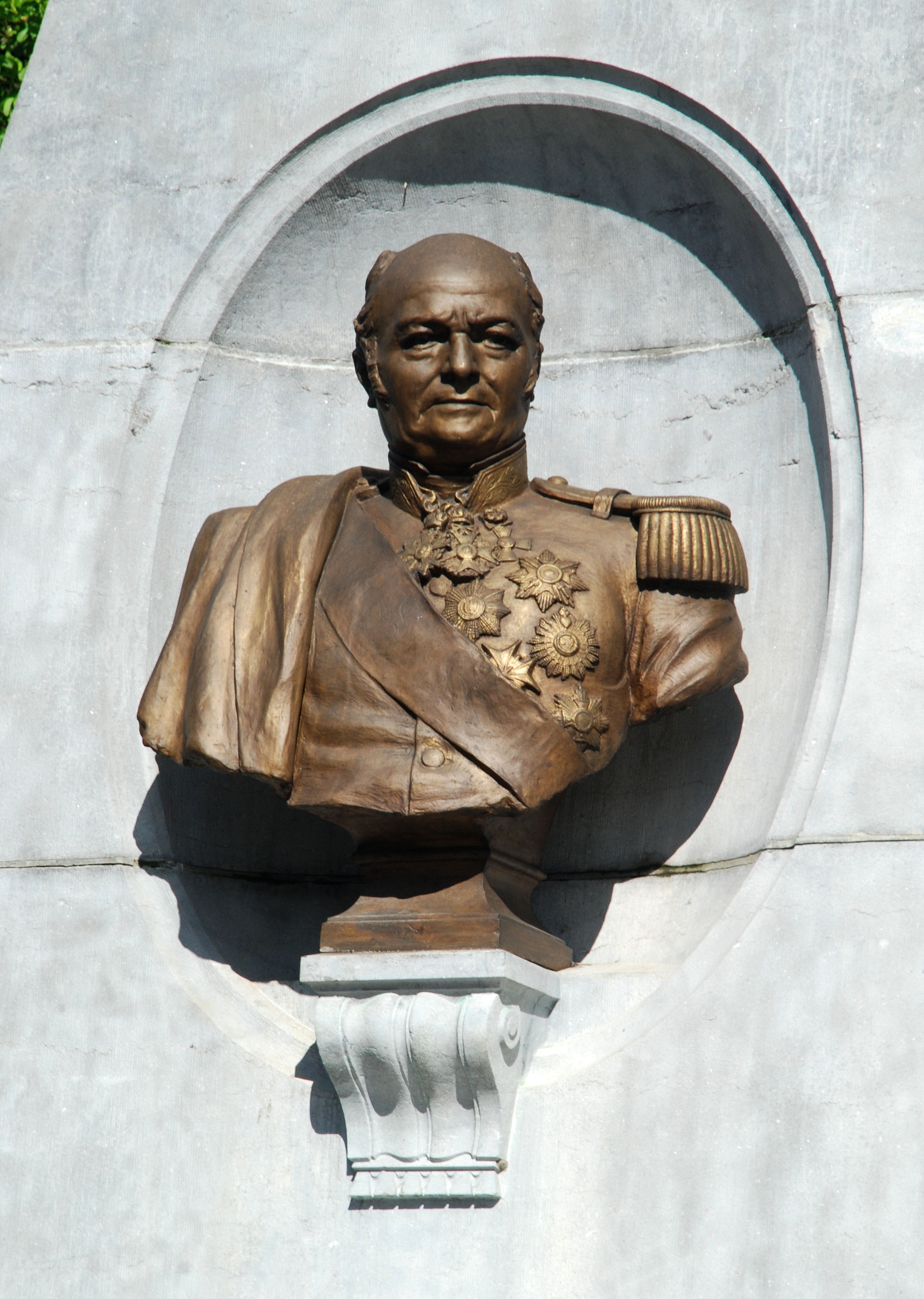
Le buste en bronze.
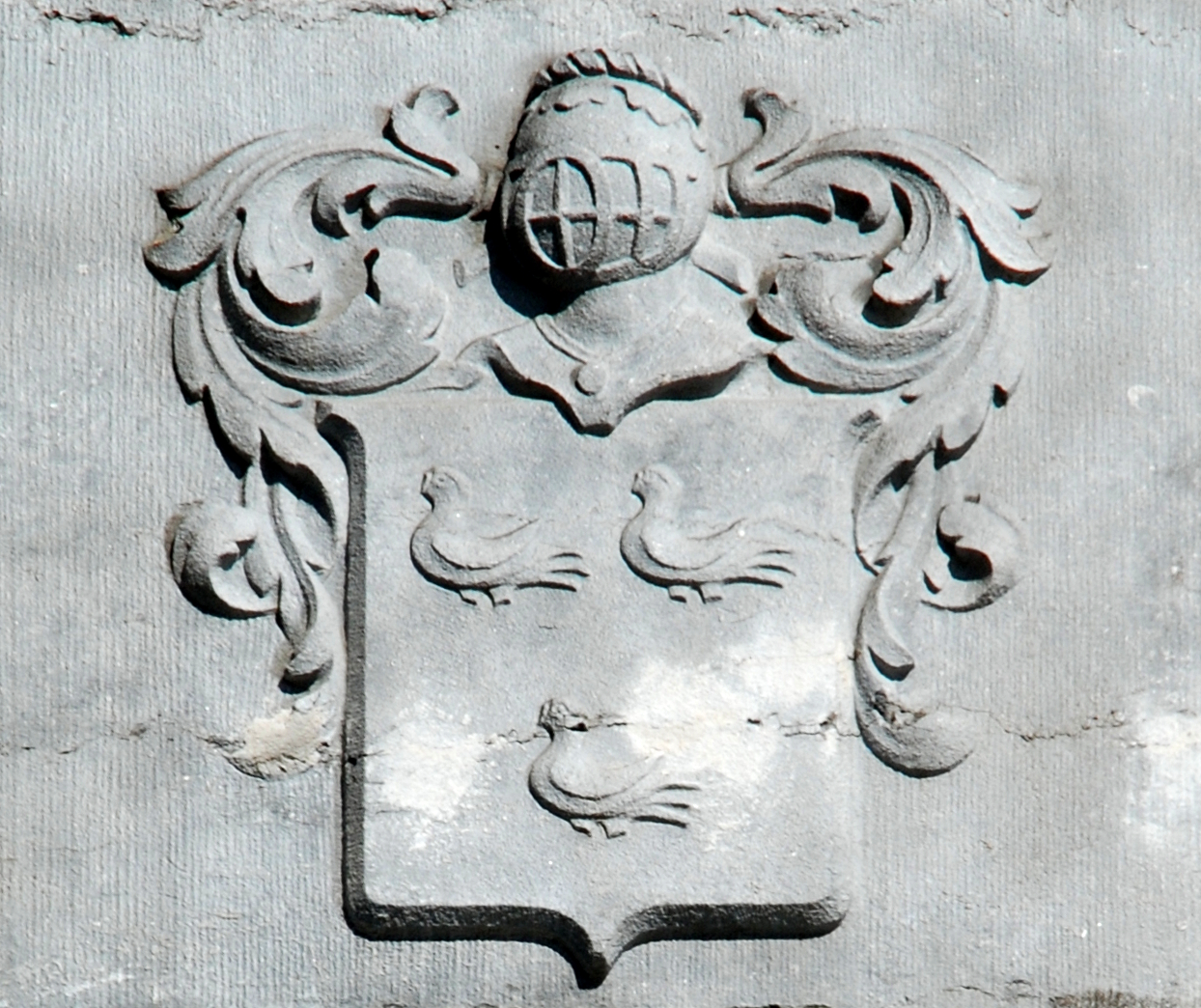
Le blason.

## Inscription
Sur la plaque placée sous le buste est gravé un hommage au comte Goblet :

« Lt General Comte Goblet d'Alviella

Inspecteur general du genie

Ministre de la Guerre et des Affaires Etrangeres

Ministre Plenipotentaire Ministre d'état

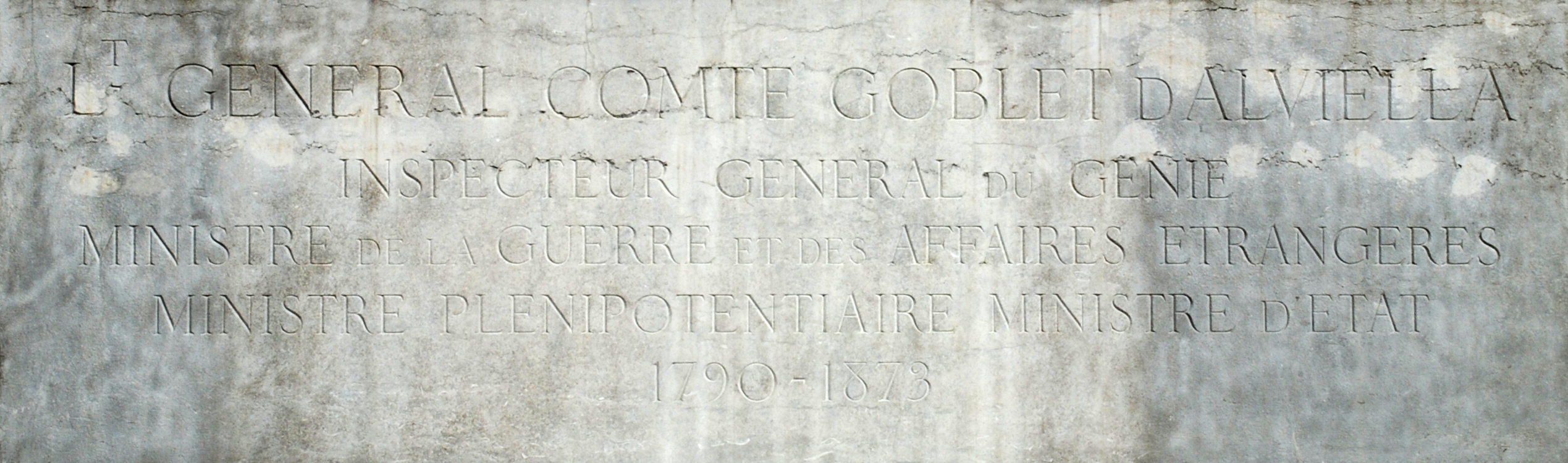
L'hommage gravé dans la pierre.

1790-1873 »

## Célébrations

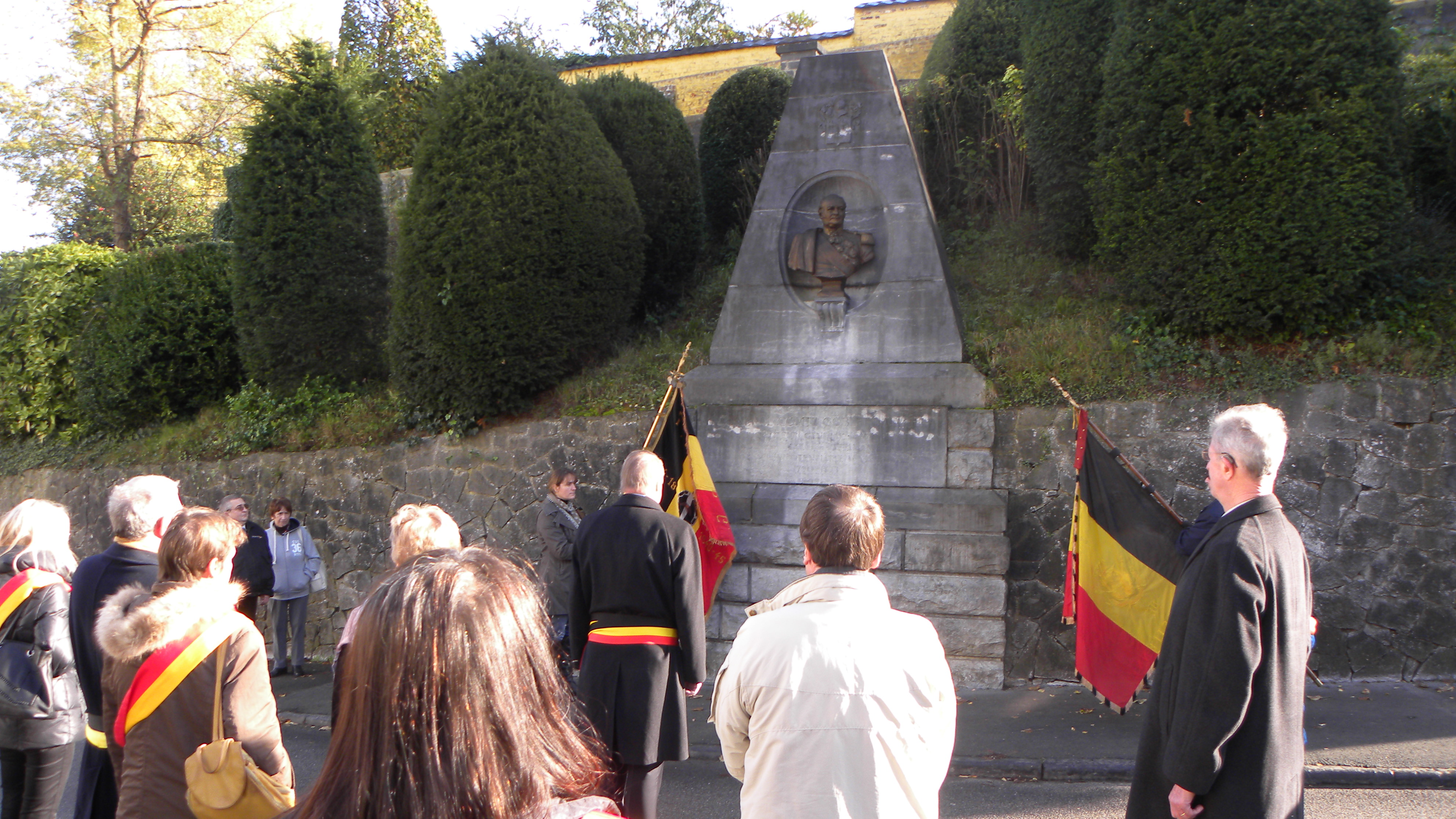
Hommage communal au monument Goblet le 11 novembre 2014.